# Grajena (potok)
Grajêna (tudi Grajenski potok) je levi pritok Drave. Začne se v gozdnati grapi severno od Vurberka v jugozahodnem delu Slovenskih goric in teče po razmeroma široki dolini proti jugovzhodu skozi naselja Krčevina pri Vurbergu, Grajenščak in Grajena. V spodnjem toku teče skozi mesto Ptuj in se pod mostom na ptujski obvoznici izliva v odvodni kanal pod levim nasipom Ptujskega jezera, po katerem se skupaj z Rogoznico izliva v Dravo tik pod jezom pri Markovcih.
Dolinsko dno je bilo nekoč mestoma sicer mokrotno, vendar poseljeno s posamičnimi kmetijami, v spodnjem toku je bilo tudi nekaj večjih posestev ptujskih meščanov. Ob Grajeni in njenih pritokih je bilo več manjših kmečkih mlinov, v zgornjem toku so bili ribniki. Tudi danes je dolina zaradi bližine Ptuja precej gosto poseljena, v spodnjem delu se je vanjo razširilo mesto Ptuj (mestni del Vičava). Večino dolinskega dna danes zavzemajo njive in intenzivni travniki.
Struga Grajene je v večjem delu ostala v bolj ali manj naravnem stanju, marsikje jo obdaja ozek pas grmovnega in drevesnega rastja. V spodnjem toku skozi Ptuj je povsem preoblikovana in so jo večkrat prestavljali; še v srednjem veku je »... tekla bliže Grajskemu griču in tik pod srednjeveškim mestom.« Današnji potok teče skozi mesto deloma po ozkem betonskem koritu in mestoma tudi pod površjem.
Na zgornjem toku Grajene sta v gozdu dva ribnika, manjši ribnik je tudi na desnem pritoku izpod Vurberka, na levem pritoku izpod Mestnega Vrha je manjši Knezov ribnik s prireditvenim prostorom.